# Watlington (Oxfordshire)
Watlington è un paese di 2 900 abitanti della contea dell'Oxfordshire, in Inghilterra.